# Åke Lindström
Karl Åke Hartvig Lindström, född  22 juli 1928 i Söderhamn, död 26 december 2002 i Stockholm, var en svensk skådespelare och regissör.

## Biografi
Lindström filmdebuterade 1950 i Arne Mattssons Kyssen på kryssen, och han kom att medverka i drygt 40 filmproduktioner. Han medverkade också i TV-klassikern Hedebyborna där han spelade major Eberman.
Lindström är även känd som den som gett sin röst åt kapten Haddock i de svenska skivinspelningarna av Tintin-serien som gjordes på 1970- och 1980-talet. I animeserien Starzinger gör han rösten till Hakka. Hans röst förekommer även i flera andra tecknade serier från denna tid, såsom Cobra.
Lindström är gravsatt i Gustaf Vasa Columbarium

## Filmografi i urval
- 1951 – Fröken Julie
- 1954 – Herr Arnes penningar
- 1954 – Salka Valka
- 1956 – Sången om den eldröda blomman
- 1957 – Far till sol och vår
- 1958 – Bock i örtagård
- 1960 – Domaren
- 1960 – Ljuvlig är sommarnatten
- 1966 – Syskonbädd 1782
- 1967 – Kärlek 1-1000
- 1968 – Bombi Bitt och jag (TV-serie)
- 1968 – Badarna
- 1968 – Rätt man (TV-teater)
- 1968 – Flickorna
- 1968 – Korridoren
- 1969 – Bokhandlaren som slutade bada
- 1970 – Grisjakten
- 1970 – Röda rummet (TV-serie)
- 1971 – Beröringen
- 1971 – Familjen Ekbladh (TV-serie)
- 1971 – Här ligger en hund begraven (TV-serie)
- 1972 – Tintin och hajsjön (röst)
- 1973 – Håll alla dörrar öppna
- 1973 – Pistolen
- 1974 – Det sista äventyret
- 1974 – Rymmare
- 1975 – Pojken med guldbyxorna (TV-serie)
- 1977 – Jack
- 1978 – Harry H. (TV-serie)
- 1980 – Blomstrande tider
- 1980 – Mannen som blev miljonär
- 1980 – Sinkadus (TV-serie)
- 1982 – Hedebyborna (TV-serie)
- 1983 – Profitörerna (TV-serie)
- 1983 – Spanarna (TV-serie)
- 1983 – Den tredje lyckan (TV-serie)
- 1983 – Farmor och vår Herre (TV-serie)
- 1985 – Nya Dagbladet (TV-serie)
- 1986 – Asterix och britterna (röst)
- 1988 – David och de magiska pärlorna (röst)
- 1989 – Asterix – bautastenssmällen (röst)
- 1989 – Den lilla sjöjungfrun (röst)

1989 – CD-Tintin – Solens tempel (röst)
- 1990 – Kära farmor (TV-serie)
- 1991 – Kopplingen (TV-serie)
- 1991 – Sunes jul (TV-serie) (tomten)
- 1994 – Utmaningen
- 1995 – CD-Tintin – Det svarta guldet (röst)
- 1995 – CD-Tintin – Faraos cigarrer (röst)
- 1995 – En nämndemans död
- 1996 – CD-Tintin – Enhörningens hemlighet (röst)
- 1996 – CD-Tintin – Rackham den rödes skatt (röst)
- 1996 – CD-Tintin – Tintin hos gerillan (röst)
- 1997 – CD-Tintin – Det hemliga vapnet (röst)

## Teater

### Roller (ej komplett)
| År   | Roll                    | Produktion                                                              | Regi                                                   | Teater                    |
| ---- | ----------------------- | ----------------------------------------------------------------------- | ------------------------------------------------------ | ------------------------- |
| 1955 | Virgil Blessing         | Älska mig, flicka William Inge                                          | Per-Axel Branner                                       | Alléteatern               |
| 1957 |                         | Ett huvud kortare (La tête des autres) Marcel Aymé                      | Erling Schroeder                                       | Upsala-Gävle stadsteater  |
| 1958 |                         | Koppla av! (You Can't Take It With You) George S. Kaufman och Moss Hart | Lars Barringer                                         | Upsala-Gävle stadsteater  |
| 1958 |                         | Fort Christina Alf Henrikson, Erik Lundegård och Lennart Nyblom         | Ellen Bergman                                          | Uppsala-Gävle Stadsteater |
| 1959 |                         | Det heliga löftet Jean de Létraz                                        | Lars Barringer                                         | Uppsala-Gävle Stadsteater |
| 1959 |                         | Gisslan Brendan Behan                                                   | Staffan Aspelin                                        | Göteborgs stadsteater     |
| 1962 | Mackie Kniven           | Tolvskillingsoperan Bertolt Brecht och Kurt Weill                       | Gösta Folke                                            | Malmö stadsteater         |
| 1963 |                         | Muren (The Wall) Millard Lampell                                        | Lennart Olsson                                         | Malmö stadsteater         |
| 1963 |                         | Den inbillade sjuke (Le Malade imaginaire) Molière                      | Hans Abramson                                          | Malmö stadsteater         |
| 1965 |                         | Kvartetten som sprängdes Birger Sjöberg                                 | Josef Halfen                                           | Malmö stadsteater         |
| 1965 |                         | Djävulens följe (The Devils) John Whiting                               | Lennart Olsson                                         | Malmö stadsteater         |
| 1965 |                         | Fallet Oppenheimer Heinar Kipphardt                                     | Eva Sköld                                              | Malmö stadsteater         |
| 1966 |                         | Mordet på Marat Peter Weiss                                             | Jan Lewin                                              | Malmö stadsteater         |
| 1967 |                         | Å, vilken härlig fred! Hans Alfredson och Tage Danielsson               | Jan Lewin                                              | Malmö stadsteater         |
| 1967 | Njegus                  | Glada änkan Franz Lehár, Victor Léon och Leo Stein                      | Mimi Pollak                                            | Oscarsteatern             |
| 1969 |                         | Snark Spike Milligan                                                    | Thor Zackrisson                                        | Maximteatern              |
| 1969 | Ernst Ludwig            | Cabaret John Kander, Fred Ebb och Joe Masteroff                         | Lars Amble                                             | Maximteatern              |
| 1970 |                         | Inte just nu, älskling Ray Cooney och John Chapman                      | Hasse Ekman                                            | Intiman                   |
| 1971 |                         | Upp i smöret Terence Frisby                                             | Isa Quensel                                            | Intiman                   |
| 1972 | Medverkande             | Jorden runt på 80 dagar Bengt Ahlfors                                   | Jonas Cornell                                          | Stockholms stadsteater    |
| 1973 | Greven av Gloster       | Kung Lear William Shakespeare                                           | Kalle Holmberg                                         | Stockholms stadsteater    |
| 1973 | Zauberkönig             | An der schönen blauen Donau Ödön von Horvath                            | Jan Håkanson                                           | Stockholms stadsteater    |
| 1973 | Melchior Sinclair m.fl. | Gösta Berlings saga Selma Lagerlöf                                      | Johan Bergenstråhle Marie-Louise De Geer Bergenstråhle | Stockholms stadsteater    |
| 1974 | Harriets andra man      | Jösses flickor, befrielsen är nära Suzanne Osten och Margareta Garpe    | Suzanne Osten                                          | Stockholms stadsteater    |
| 1975 | von Eberkopf            | Peer Gynt, del II Henrik Ibsen                                          | Fred Hjelm                                             | Stockholms stadsteater    |
| 1977 | Daniel Ehrentreich      | Slaget vid Lobositz Peter Hacks                                         | Friedo Solter                                          | Stockholms stadsteater    |
| 1978 | Bengt Löfgren           | SK 911 till Acapulco Christer Kihlman och Frej Lindqvist                | Frej Lindqvist                                         | Stockholms stadsteater    |
| 1980 | Krigsministern          | Hoppla, vi lever! Ernst Toller                                          | Fred Hjelm                                             | Stockholms stadsteater    |
| 1983 |                         | Rosornas krig William Shakespeare                                       | Elisabeth G. Söderström                                | Stockholms stadsteater    |
| 1986 |                         | Mannen från La Mancha Mitch Leigh, Dale Wasserman och Joe Darion        | Folke Abenius Mary Bettini                             | Oscarsteatern             |

### Regi
| År   | Produktion                                  | Upphovsmän                                   | Teater      |
| ---- | ------------------------------------------- | -------------------------------------------- | ----------- |
| 1982 | Historien om en soldat L'histoire du soldat | Igor Stravinskij och Charles-Ferdinand Ramuz | Kulturhuset |

## Radioteater

### Roller
| År   | Roll                  | Produktion                                                 | Regi                |
| ---- | --------------------- | ---------------------------------------------------------- | ------------------- |
| 1950 | Tod, expedit          | Miljonpundssedeln (The Million Pound Bank Note) Mark Twain | Benkt-Åke Benktsson |
| 1965 | Rune Eriksson, kamrer | Den försvunne disponenten Folke Mellvig                    | Lennart Olsson      |